# Aleksandr Keržakov
Aleksandr Anatol'evič Keržakov (in russo Александр Анатольевич Кержаков?; Kingisepp, 27 novembre 1982) è un allenatore di calcio, dirigente sportivo ed ex calciatore russo, di ruolo attaccante.

## Biografia
Suo fratello Mikhail è anch'egli un calciatore.

## Carriera

### Club
Cresciuto nelle giovanili dello Zenit, trascorse la stagione 2000 nel club dilettantistico dello Svetogorec di Svetogorsk, contribuendo con 18 reti alla vittoria del campionato regionale del nord-ovest.
Nel 2001 si trasferì allo Zenit San Pietroburgo, con cui debuttò a marzo e con cui segnò il primo gol a giugno contro lo Spartak Mosca. In quell'anno aiutò la squadra a raggiungere il 3º posto nel campionato russo e nel 2003 a vincere il torneo. Nel 2004 fu il capocannoniere del campionato con 18 gol. Con lo Zenit totalizzò inoltre 13 gol in 23 partite di Coppa UEFA.
Il 28 dicembre 2006 fu acquistato dal Siviglia per 5 milioni di euro. Con il club andaluso firmò un contratto della durata di 5 anni e mezzo, per un ingaggio complessivo di 15 milioni di euro, e debuttò il 14 gennaio 2007. Il trasferimento era legato anche ai non buoni rapporti con l'allenatore della squadra russa Dick Advocaat.
Il 25 febbraio 2008 è tornato in patria, firmando un contratto della durata triennale con la Dinamo Mosca. Siviglia e Zenit San Pietroburgo riceveranno rispettivamente 6,4 e 1,6 milioni di euro. Nel contratto del calciatore c'era una clausola che gli consentiva di trasferirsi in un club europeo di primo piano per 8 milioni di euro entro l'agosto seguente.
Con la nuova maglia l'attaccante ha guadagnato il posto di titolare. Ha segnato il suo primo gol con la Dinamo in una partita contro l'FK Mosca. Nel 2010 è tornato allo Zenit, con cui vince il campionato.
Il 24 ottobre 2012 segna il suo primo gol personale nella Uefa Champions League, realizzando il rigore che sancisce l'1-0 casalingo dei suoi nella gara delle ore 18 della 3ª giornata del girone C dell'edizione 2012-2013.
Il prestito allo Zurigo
Il 1⁰ gennaio 2016, si separa dalla Russia per poter trasferirsi in Svizzera, allo Zurigo in prestito annuale. Ormai, data l'età avanzata, non renderà più come rendeva ai tempi dello Zenit San Pietroburgo, ma comunque riuscirà a timbrare 5 volte in 17 presenze.
Ritorno allo Zenit e ritiro
Il 30 giugno 2016, rientra dal prestito tornando allo Zenit. In un'intera stagione, giocherà solamente 14 partite segnando un solo gol, tenendo anche a mente del suo stato di forma deteriorato a causa dell'età.
A fine stagione, il 1⁰ luglio 2017, annuncia il ritiro dal calcio giocato.

### Nazionale
Nel biennio 2001-2003 gioca con l'Under-21. Con la nazionale maggiore esordisce nel 2002 e disputa i Mondiali 2002 e gli Europei 2004. Insieme ad Andrej Aršavin forma una coppia d'attacco molto affiatata per rapidità, accelerazione ed abilità nel tiro.
L'8 giugno 2012 esordisce da titolare agli Europei nella partita contro la Repubblica Ceca (4-1), venendo sostituito al 73º minuto da Roman Pavljučenko.
Il 18 giugno 2014, all'esordio dei Mondiali, mette a segno il gol dell'1-1 finale contro la Corea del Sud.

## Carriera da allenatore
Il 15 marzo 2018, l'Unione Calcistica Russa ha annunciato la firma di un contratto con Kerzhakov per allenare la Nazionale Under-17 di calcio della Russia fino alla fine del 2019. La squadra è diventata la Nazionale Under-18 di calcio della Russia nel settembre 2018 a seguito dell'invecchiamento dei giocatori e poi la Nazionale Under-19 di calcio della Russia.
Il 24 settembre 2020 è stato ingaggiato come allenatore dal club della FNL FC Tom Tomsk. Ha lasciato il Tom alla fine della stagione 2020-21.
Il 17 giugno 2021, ha firmato con il FC Nizhny Novgorod, che è stato recentemente promosso nella Premier League russa. Il club ha evitato la retrocessione alla fine della stagione 2021-22 e il 16 giugno 2022 Kerzhakov ha lasciato il Nizhny Novgorod. Si è trasferito con la sua famiglia a Dubai, ma non ha avuto un incarico lì.
L'8 febbraio 2023, Kerzhakov è stato ingaggiato come allenatore dal club cipriota Karmiotissa. Ha lasciato il Karmiotissa dopo 1 vittoria in 6 partite sotto la sua direzione il 1º aprile 2023, tornando a Dubai.

## Beneficenza
Nel 2017 è diventato ambasciatore del forum internazionale per bambini Football for Friendship. Nel 2018 ha partecipato al programma Football for Friendship, dove ha consegnato la coppa ai vincitori della partita finale del campionato del programma.

## Opinioni politiche
Kerzhakov si è opposto all'invasione russa dell'Ucraina e ha collegato la sua decisione di lasciare la Russia nel 2022 all'opposizione all'invasione stessa.

## Statistiche

### Presenze e reti nei club
Statistiche aggiornate al 4 novembre 2014.
| Stagione            | Squadra             | Campionato          | Campionato | Campionato | Coppe nazionali | Coppe nazionali | Coppe nazionali | Coppe continentali | Coppe continentali | Coppe continentali | Altre coppe | Altre coppe | Altre coppe | Totale | Totale |
| Stagione            | Squadra             | Comp                | Pres       | Reti       | Comp            | Pres            | Reti            | Comp               | Pres               | Reti               | Comp        | Pres        | Reti        | Pres   | Reti   |
| ------------------- | ------------------- | ------------------- | ---------- | ---------- | --------------- | --------------- | --------------- | ------------------ | ------------------ | ------------------ | ----------- | ----------- | ----------- | ------ | ------ |
| 2001                | Zenit               | VD                  | 28         | 6          | CR              | 5               | 2               | -                  | -                  | -                  | -           | -           | -           | 33     | 8      |
| 2002                | Zenit               | PL                  | 29         | 14         | CR              | 2               | 0               | CU                 | 2                  | 2                  | -           | -           | -           | 33     | 16     |
| 2003                | Zenit               | PL                  | 27         | 13         | CR              | 3               | 3               | -                  | -                  | -                  | -           | -           | -           | 30     | 16     |
| 2004                | Zenit               | PL                  | 29         | 18         | CR              | 6               | 6               | CU                 | 7                  | 5                  | -           | -           | -           | 42     | 29     |
| 2005                | Zenit               | PL                  | 25         | 7          | CR              | 5               | 5               | CU                 | 14                 | 6                  | -           | -           | -           | 44     | 18     |
| 2006                | Zenit               | PL                  | 21         | 6          | CR              | 2               | 0               | -                  | -                  | -                  | -           | -           | -           | 23     | 6      |
| 2006-2007           | Siviglia            | PD                  | 15         | 5          | CdR             | 5               | 0               | CU                 | 8                  | 2                  | -           | -           | -           | 28     | 7      |
| 2007-gen.2008       | Siviglia            | PD                  | 11         | 3          | CdR             | 0               | 0               | UCL                | 2                  | 0                  | SS+SU       | 1+1         | 0           | 15     | 3      |
| Totale Siviglia     | Totale Siviglia     | Totale Siviglia     | 26         | 8          |                 | 5               | 0               |                    | 10                 | 2                  |             | 2           | 0           | 46     | 11     |
| 2008                | Dinamo Mosca        | PL                  | 27         | 7          | CR              | 0               | 0               | -                  | -                  | -                  | -           | -           | -           | 27     | 7      |
| 2009                | Dinamo Mosca        | PL                  | 24         | 12         | CR              | 4               | 3               | UCL+UEL            | 2+2                | 0+1                | -           | -           | -           | 32     | 16     |
| Totale Dinamo Mosca | Totale Dinamo Mosca | Totale Dinamo Mosca | 51         | 19         |                 | 4               | 3               |                    | 4                  | 1                  |             | -           | -           | 59     | 23     |
| 2010                | Zenit               | PL                  | 28         | 13         | KR              | 3               | 0               | UCL+UEL            | 4+4                | 1+4                | -           | -           | -           | 39     | 18     |
| 2011-2012           | Zenit               | PL                  | 32         | 23         | KR              | 3               | 0               | UCL                | 7                  | 1                  | SR          | 0           | 0           | 42     | 24     |
| 2012-2013           | Zenit               | PL                  | 23         | 10         | KR              | 1               | 0               | UCL+UEL            | 5+3                | 1+0                | SR          | 1           | 0           | 33     | 11     |
| 2013-2014           | Zenit               | PL                  | 18         | 6          | KR              | 0               | 0               | UCL                | 11                 | 4                  | SR          | 1           | 0           | 30     | 10     |
| 2014-2015           | Zenit               | PL                  | 22         | 6          | KR              | 1               | 0               | UCL                | 5                  | 1                  | -           | -           | -           | 28     | 7      |
| 2015-2016           | Zurigo              | SL                  | 17         | 5          | CS              | 0               | 0               | -                  | -                  | -                  | -           | -           | -           | 17     | 5      |
| 2016-2017           | Zenit               | PL                  | 14         | 1          | KR              | 0               | 0               | UCL+UEL            | 0                  | 0                  | -           | -           | -           | 14     | 1      |
| Totale Zenit        | Totale Zenit        | Totale Zenit        | 296        | 123        |                 | 31              | 16              |                    | 62                 | 25                 |             | 2           | 0           | 391    | 164    |
| Totale Carriera     | Totale Carriera     | Totale Carriera     | 390        | 155        |                 | 40              | 19              |                    | 76                 | 28                 |             | 4           | 0           | 510    | 202    |

### Cronologia presenze e reti in nazionale
| Cronologia completa delle presenze e delle reti in nazionale ― Russia | Cronologia completa delle presenze e delle reti in nazionale ― Russia | Cronologia completa delle presenze e delle reti in nazionale ― Russia | Cronologia completa delle presenze e delle reti in nazionale ― Russia | Cronologia completa delle presenze e delle reti in nazionale ― Russia | Cronologia completa delle presenze e delle reti in nazionale ― Russia | Cronologia completa delle presenze e delle reti in nazionale ― Russia | Cronologia completa delle presenze e delle reti in nazionale ― Russia |
| Data                                                                  | Città                                                                 | In casa                                                               | Risultato                                                             | Ospiti                                                                | Competizione                                                          | Reti                                                                  | Note                                                                  |
| --------------------------------------------------------------------- | --------------------------------------------------------------------- | --------------------------------------------------------------------- | --------------------------------------------------------------------- | --------------------------------------------------------------------- | --------------------------------------------------------------------- | --------------------------------------------------------------------- | --------------------------------------------------------------------- |
| 27-3-2002                                                             | Tallinn                                                               | Estonia                                                               | 2 – 1                                                                 | Russia                                                                | Amichevole                                                            | -                                                                     |                                                                       |
| 17-5-2002                                                             | Mosca                                                                 | Russia                                                                | 1 – 1 dts (5 – 6 dtr)                                                 | Bielorussia                                                           | Amichevole                                                            | -                                                                     |                                                                       |
| 19-5-2002                                                             | Mosca                                                                 | Russia                                                                | 1 – 1 dts (5 – 6 dtr)                                                 | Jugoslavia                                                            | Amichevole                                                            | -                                                                     |                                                                       |
| 14-6-2002                                                             | Shizuoka                                                              | Belgio                                                                | 3 – 2                                                                 | Russia                                                                | Mondiali 2002 - 1º turno                                              | -                                                                     |                                                                       |
| 21-8-2002                                                             | Mosca                                                                 | Russia                                                                | 1 – 1                                                                 | Svezia                                                                | Amichevole                                                            | 1                                                                     |                                                                       |
| 7-9-2002                                                              | Mosca                                                                 | Russia                                                                | 4 – 2                                                                 | Irlanda                                                               | Qual. Euro 2004                                                       | 1                                                                     |                                                                       |
| 16-10-2002                                                            | Volgograd                                                             | Russia                                                                | 4 – 1                                                                 | Albania                                                               | Qual. Euro 2004                                                       | 1                                                                     |                                                                       |
| 12-2-2003                                                             | Limassol                                                              | Cipro                                                                 | 0 – 1                                                                 | Russia                                                                | Amichevole                                                            | -                                                                     |                                                                       |
| 13-2-2003                                                             | Bucarest                                                              | Romania                                                               | 2 – 4                                                                 | Russia                                                                | Amichevole                                                            | -                                                                     |                                                                       |
| 29-3-2003                                                             | Scutari                                                               | Albania                                                               | 3 – 1                                                                 | Russia                                                                | Qual. Euro 2004                                                       | -                                                                     |                                                                       |
| 30-4-2003                                                             | Tbilisi                                                               | Georgia                                                               | 1 – 0                                                                 | Russia                                                                | Qual. Euro 2004                                                       | -                                                                     |                                                                       |
| 20-8-2003                                                             | Mosca                                                                 | Russia                                                                | 1 – 2                                                                 | Israele                                                               | Amichevole                                                            | -                                                                     |                                                                       |
| 6-9-2003                                                              | Dublino                                                               | Irlanda                                                               | 1 – 1                                                                 | Russia                                                                | Qual. Euro 2004                                                       | -                                                                     |                                                                       |
| 10-9-2003                                                             | Mosca                                                                 | Russia                                                                | 4 – 1                                                                 | Svizzera                                                              | Qual. Euro 2004                                                       | -                                                                     |                                                                       |
| 11-10-2003                                                            | Mosca                                                                 | Russia                                                                | 3 – 1                                                                 | Georgia                                                               | Qual. Euro 2004                                                       | -                                                                     |                                                                       |
| 31-3-2004                                                             | Sofia                                                                 | Bulgaria                                                              | 2 – 2                                                                 | Russia                                                                | Amichevole                                                            | -                                                                     |                                                                       |
| 28-4-2004                                                             | Oslo                                                                  | Norvegia                                                              | 3 – 2                                                                 | Russia                                                                | Amichevole                                                            | -                                                                     |                                                                       |
| 25-5-2004                                                             | Graz                                                                  | Austria                                                               | 0 – 0                                                                 | Russia                                                                | Amichevole                                                            | -                                                                     |                                                                       |
| 16-6-2004                                                             | Lisbona                                                               | Russia                                                                | 0 – 2                                                                 | Portogallo                                                            | Euro 2004 - 1º turno                                                  | -                                                                     |                                                                       |
| 18-8-2004                                                             | Mosca                                                                 | Russia                                                                | 4 – 3                                                                 | Lituania                                                              | Amichevole                                                            | -                                                                     |                                                                       |
| 4-9-2004                                                              | Mosca                                                                 | Russia                                                                | 1 – 1                                                                 | Slovacchia                                                            | Qual. Mondiali 2006                                                   | -                                                                     |                                                                       |
| 17-11-2004                                                            | Krasnodar                                                             | Russia                                                                | 4 – 0                                                                 | Estonia                                                               | Qual. Mondiali 2006                                                   | -                                                                     |                                                                       |
| 9-2-2005                                                              | Cagliari                                                              | Italia                                                                | 2 – 0                                                                 | Russia                                                                | Amichevole                                                            | -                                                                     |                                                                       |
| 26-3-2005                                                             | Vaduz                                                                 | Liechtenstein                                                         | 1 – 2                                                                 | Russia                                                                | Qual. Mondiali 2006                                                   | 1                                                                     |                                                                       |
| 30-3-2005                                                             | Tallinn                                                               | Estonia                                                               | 1 – 1                                                                 | Russia                                                                | Qual. Mondiali 2006                                                   | -                                                                     |                                                                       |
| 4-6-2005                                                              | San Pietroburgo                                                       | Russia                                                                | 2 – 0                                                                 | Lettonia                                                              | Qual. Mondiali 2006                                                   | -                                                                     |                                                                       |
| 8-6-2005                                                              | Mönchengladbach                                                       | Germania                                                              | 2 – 2                                                                 | Russia                                                                | Amichevole                                                            | -                                                                     |                                                                       |
| 17-8-2005                                                             | Riga                                                                  | Lettonia                                                              | 1 – 1                                                                 | Russia                                                                | Qual. Mondiali 2006                                                   | -                                                                     |                                                                       |
| 3-9-2005                                                              | Mosca                                                                 | Russia                                                                | 2 – 0                                                                 | Liechtenstein                                                         | Qual. Mondiali 2006                                                   | 2                                                                     |                                                                       |
| 7-9-2005                                                              | Mosca                                                                 | Russia                                                                | 0 – 0                                                                 | Portogallo                                                            | Qual. Mondiali 2006                                                   | -                                                                     |                                                                       |
| 8-10-2005                                                             | Mosca                                                                 | Russia                                                                | 5 – 1                                                                 | Lussemburgo                                                           | Qual. Mondiali 2006                                                   | 1                                                                     |                                                                       |
| 12-10-2005                                                            | Bratislava                                                            | Slovacchia                                                            | 0 – 0                                                                 | Russia                                                                | Qual. Mondiali 2006                                                   | -                                                                     |                                                                       |
| 1-3-2006                                                              | Mosca                                                                 | Russia                                                                | 0 – 1                                                                 | Brasile                                                               | Amichevole                                                            | -                                                                     |                                                                       |
| 27-5-2006                                                             | Albacete                                                              | Spagna                                                                | 0 – 0                                                                 | Russia                                                                | Amichevole                                                            | -                                                                     |                                                                       |
| 16-8-2006                                                             | Mosca                                                                 | Russia                                                                | 1 – 0                                                                 | Lettonia                                                              | Amichevole                                                            | -                                                                     |                                                                       |
| 7-10-2006                                                             | Mosca                                                                 | Russia                                                                | 1 – 1                                                                 | Israele                                                               | Qual. Euro 2008                                                       | -                                                                     |                                                                       |
| 11-10-2006                                                            | San Pietroburgo                                                       | Russia                                                                | 2 – 0                                                                 | Estonia                                                               | Qual. Euro 2008                                                       | -                                                                     |                                                                       |
| 24-3-2007                                                             | Tallinn                                                               | Estonia                                                               | 0 – 2                                                                 | Russia                                                                | Qual. Euro 2008                                                       | 2                                                                     |                                                                       |
| 2-6-2007                                                              | Mosca                                                                 | Russia                                                                | 4 – 0                                                                 | Andorra                                                               | Qual. Euro 2008                                                       | 3                                                                     |                                                                       |
| 6-6-2007                                                              | Zagabria                                                              | Croazia                                                               | 0 – 0                                                                 | Russia                                                                | Qual. Euro 2008                                                       | -                                                                     |                                                                       |
| 8-9-2007                                                              | Mosca                                                                 | Russia                                                                | 3 – 0                                                                 | Macedonia                                                             | Qual. Euro 2008                                                       | 1                                                                     |                                                                       |
| 12-9-2007                                                             | Londra                                                                | Inghilterra                                                           | 3 – 0                                                                 | Russia                                                                | Qual. Euro 2008                                                       | -                                                                     |                                                                       |
| 17-10-2007                                                            | Mosca                                                                 | Russia                                                                | 2 – 1                                                                 | Inghilterra                                                           | Qual. Euro 2008                                                       | -                                                                     |                                                                       |
| 21-11-2007                                                            | Andorra la Vella                                                      | Andorra                                                               | 0 – 1                                                                 | Russia                                                                | Qual. Euro 2008                                                       | -                                                                     |                                                                       |
| 10-6-2009                                                             | Helsinki                                                              | Finlandia                                                             | 0 – 3                                                                 | Russia                                                                | Qual. Mondiali 2010                                                   | 2                                                                     |                                                                       |
| 12-8-2009                                                             | Mosca                                                                 | Russia                                                                | 2 – 3                                                                 | Argentina                                                             | Amichevole                                                            | -                                                                     |                                                                       |
| 5-9-2009                                                              | San Pietroburgo                                                       | Russia                                                                | 3 – 0                                                                 | Liechtenstein                                                         | Qual. Mondiali 2010                                                   | -                                                                     |                                                                       |
| 9-9-2009                                                              | Cardiff                                                               | Galles                                                                | 1 – 3                                                                 | Russia                                                                | Qual. Mondiali 2010                                                   | -                                                                     |                                                                       |
| 10-10-2009                                                            | Mosca                                                                 | Russia                                                                | 0 – 1                                                                 | Germania                                                              | Qual. Mondiali 2010                                                   | -                                                                     |                                                                       |
| 18-11-2009                                                            | Maribor                                                               | Slovenia                                                              | 1 – 0                                                                 | Russia                                                                | Qual. Mondiali 2010                                                   | -                                                                     |                                                                       |
| 8-10-2010                                                             | Dublino                                                               | Irlanda                                                               | 2 – 3                                                                 | Russia                                                                | Qual. Euro 2012                                                       | 1                                                                     |                                                                       |
| 12-10-2010                                                            | Skopje                                                                | Macedonia                                                             | 0 – 1                                                                 | Russia                                                                | Qual. Euro 2012                                                       | 1                                                                     |                                                                       |
| 9-2-2011                                                              | Abu Dhabi                                                             | Iran                                                                  | 1 – 0                                                                 | Russia                                                                | Amichevole                                                            | -                                                                     |                                                                       |
| 26-3-2011                                                             | Erevan                                                                | Armenia                                                               | 0 – 0                                                                 | Russia                                                                | Qual. Euro 2012                                                       | -                                                                     |                                                                       |
| 10-8-2011                                                             | Mosca                                                                 | Russia                                                                | 1 – 0                                                                 | Serbia                                                                | Amichevole                                                            | -                                                                     |                                                                       |
| 2-9-2011                                                              | Mosca                                                                 | Russia                                                                | 1 – 0                                                                 | Macedonia                                                             | Qual. Euro 2012                                                       | -                                                                     |                                                                       |
| 6-9-2011                                                              | Mosca                                                                 | Russia                                                                | 0 – 0                                                                 | Irlanda                                                               | Qual. Euro 2012                                                       | -                                                                     |                                                                       |
| 29-2-2012                                                             | Copenaghen                                                            | Danimarca                                                             | 0 – 2                                                                 | Russia                                                                | Amichevole                                                            | -                                                                     |                                                                       |
| 25-5-2012                                                             | Mosca                                                                 | Russia                                                                | 1 – 1                                                                 | Uruguay                                                               | Amichevole                                                            | 1                                                                     |                                                                       |
| 29-5-2012                                                             | Nyon                                                                  | Lituania                                                              | 0 – 0                                                                 | Russia                                                                | Amichevole                                                            | -                                                                     |                                                                       |
| 1-6-2012                                                              | Zurigo                                                                | Russia                                                                | 3 – 0                                                                 | Italia                                                                | Amichevole                                                            | 1                                                                     |                                                                       |
| 8-6-2012                                                              | Cracovia                                                              | Russia                                                                | 4 – 1                                                                 | Rep. Ceca                                                             | Euro 2012 - 1º turno                                                  | -                                                                     |                                                                       |
| 12-6-2012                                                             | Varsavia                                                              | Polonia                                                               | 1 – 1                                                                 | Russia                                                                | Euro 2012 - 1º turno                                                  | -                                                                     |                                                                       |
| 16-6-2012                                                             | Varsavia                                                              | Grecia                                                                | 1 – 0                                                                 | Russia                                                                | Euro 2012 - 1º turno                                                  | -                                                                     |                                                                       |
| 7-9-2012                                                              | Mosca                                                                 | Russia                                                                | 2 – 0                                                                 | Irlanda del Nord                                                      | Qual. Mondiali 2014                                                   | -                                                                     |                                                                       |
| 11-9-2012                                                             | Tel Aviv                                                              | Israele                                                               | 0 – 4                                                                 | Russia                                                                | Qual. Mondiali 2014                                                   | 2                                                                     |                                                                       |
| 12-10-2012                                                            | Mosca                                                                 | Russia                                                                | 1 – 0                                                                 | Portogallo                                                            | Qual. Mondiali 2014                                                   | 1                                                                     |                                                                       |
| 16-10-2012                                                            | Mosca                                                                 | Russia                                                                | 1 – 0                                                                 | Azerbaigian                                                           | Qual. Mondiali 2014                                                   | -                                                                     |                                                                       |
| 14-11-2012                                                            | Krasnodar                                                             | Russia                                                                | 2 – 2                                                                 | Stati Uniti                                                           | Amichevole                                                            | -                                                                     |                                                                       |
| 6-2-2013                                                              | Marbella                                                              | Islanda                                                               | 0 – 2                                                                 | Russia                                                                | Amichevole                                                            | -                                                                     |                                                                       |
| 25-3-2013                                                             | Londra                                                                | Brasile                                                               | 1 – 1                                                                 | Russia                                                                | Amichevole                                                            | -                                                                     |                                                                       |
| 7-6-2013                                                              | Lisbona                                                               | Portogallo                                                            | 1 – 0                                                                 | Russia                                                                | Qual. Mondiali 2014                                                   | -                                                                     |                                                                       |
| 14-8-2013                                                             | Belfast                                                               | Irlanda del Nord                                                      | 1 – 0                                                                 | Russia                                                                | Qual. Mondiali 2014                                                   | -                                                                     |                                                                       |
| 6-9-2013                                                              | Kazan'                                                                | Russia                                                                | 4 – 1                                                                 | Lussemburgo                                                           | Qual. Mondiali 2014                                                   | 1                                                                     |                                                                       |
| 10-9-2013                                                             | Mosca                                                                 | Russia                                                                | 3 – 1                                                                 | Israele                                                               | Qual. Mondiali 2014                                                   | -                                                                     |                                                                       |
| 11-10-2013                                                            | Lussemburgo                                                           | Lussemburgo                                                           | 0 – 4                                                                 | Russia                                                                | Qual. Mondiali 2014                                                   | 1                                                                     |                                                                       |
| 15-10-2013                                                            | Baku                                                                  | Azerbaigian                                                           | 1 – 1                                                                 | Russia                                                                | Qual. Mondiali 2014                                                   | -                                                                     |                                                                       |
| 5-3-2014                                                              | Krasnodar                                                             | Russia                                                                | 2 – 0                                                                 | Armenia                                                               | Amichevole                                                            | -                                                                     |                                                                       |
| 26-5-2014                                                             | San Pietroburgo                                                       | Russia                                                                | 1 – 0                                                                 | Ungheria                                                              | Amichevole                                                            | 1                                                                     |                                                                       |
| 31-5-2014                                                             | Oslo                                                                  | Norvegia                                                              | 1 – 1                                                                 | Russia                                                                | Amichevole                                                            | -                                                                     |                                                                       |
| 6-6-2014                                                              | Mosca                                                                 | Russia                                                                | 2 – 0                                                                 | Marocco                                                               | Amichevole                                                            | -                                                                     |                                                                       |
| 17-6-2014                                                             | Cuiabá                                                                | Corea del Sud                                                         | 1 – 1                                                                 | Russia                                                                | Mondiali 2014 - 1º turno                                              | 1                                                                     |                                                                       |
| 22-6-2014                                                             | Rio de Janeiro                                                        | Belgio                                                                | 1 – 0                                                                 | Russia                                                                | Mondiali 2014 - 1º turno                                              | -                                                                     |                                                                       |
| 26-6-2014                                                             | Curitiba                                                              | Russia                                                                | 1 – 1                                                                 | Algeria                                                               | Mondiali 2014 - 1º turno                                              | -                                                                     |                                                                       |
| 3-9-2014                                                              | Chimki                                                                | Russia                                                                | 4 – 0                                                                 | Azerbaigian                                                           | Amichevole                                                            | 2                                                                     |                                                                       |
| 8-9-2014                                                              | Chimki                                                                | Russia                                                                | 4 – 0                                                                 | Liechtenstein                                                         | Qual. Euro 2016                                                       | -                                                                     |                                                                       |
| 12-10-2014                                                            | San Pietroburgo                                                       | Russia                                                                | 1 – 1                                                                 | Moldavia                                                              | Qual. Euro 2016                                                       | -                                                                     |                                                                       |
| 18-11-2014                                                            | Budapest                                                              | Ungheria                                                              | 1 – 2                                                                 | Russia                                                                | Amichevole                                                            | 1                                                                     |                                                                       |
| 7-6-2015                                                              | Anversa                                                               | Belgio                                                                | 2 – 4                                                                 | Russia                                                                | Amichevole                                                            | 1                                                                     |                                                                       |
| 14-6-2015                                                             | Mosca                                                                 | Russia                                                                | 0 – 1                                                                 | Austria                                                               | Qual. Euro 2016                                                       | -                                                                     |                                                                       |
| 26-3-2016                                                             | Mosca                                                                 | Russia                                                                | 3 – 0                                                                 | Lituania                                                              | Amichevole                                                            | -                                                                     |                                                                       |
| Totale                                                                |                                                                       | Presenze (6º posto)                                                   | 90                                                                    |                                                                       | Reti (2º posto)                                                       | 30                                                                    |                                                                       |

## Palmarès

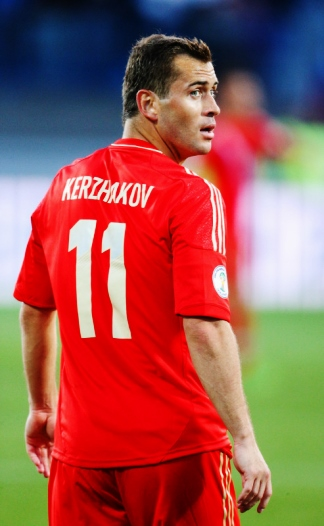
Keržakov con la maglia della nazionale russa

### Giocatore

#### Club

##### Competizioni nazionali
- Coppa di Russia: 1

Zenit: 2002-2003
- Coppa di Spagna: 1

Siviglia: 2006-2007
- Supercoppa di Spagna: 1

Siviglia: 2007
- Campionato russo: 3

Zenit San Pietroburgo: 2010, 2011-2012, 2014-2015
- Supercoppa di Russia: 3

Zenit: 2011, 2015, 2016
- Coppa Svizzera: 1

Zurigo: 2015-2016

##### Competizioni internazionali
- Coppa UEFA: 1

Siviglia: 2006-2007

#### Individuale
- Capocannoniere del campionato russo: 1

2004 (18 gol)
- Calciatore russo dell'anno: 1

2005